# Putnam (Connecticut)
Putnam és una població dels Estats Units a l'estat de Connecticut. Segons el cens del 2005 tenia 9.288 habitants.

## Demografia
Segons el cens del 2000, Putnam tenia 8.998 habitants, 3.683 habitatges, i 2.290 famílies. La densitat de població era de 171,3 habitants/km².
Dels 3.683 habitatges en un 29,3% hi vivien nens de menys de 18 anys, en un 44,8% hi vivien parelles casades, en un 12,9% dones solteres, i en un 37,8% no eren unitats familiars. En el 30,3% dels habitatges hi vivien persones soles el 13,4% de les quals corresponia a persones de 65 anys o més que vivien soles. El nombre mitjà de persones vivint en cada habitatge era de 2,38 i el nombre mitjà de persones que vivien en cada família era de 2,98.
Per edats la població es repartia de la següent manera: un 23,6% tenia menys de 18 anys, un 8% entre 18 i 24, un 29,3% entre 25 i 44, un 22,1% de 45 a 60 i un 17,1% 65 anys o més.
L'edat mediana era de 38 anys. Per cada 100 dones de 18 o més anys hi havia 87,9 homes.
La renda mediana per habitatge era de 43.010 $ i la renda mediana per família de 53.460 $. Els homes tenien una renda mediana de 37.390 $ mentre que les dones 26.558 $. La renda per capita de la població era de 20.597 $. Aproximadament el 4,8% de les famílies i el 7,7% de la població estaven per davall del llindar de pobresa.